# 泰定 (陳鑑胡)
泰定（1448年—1449年四月）为中国明朝时期起事者陳鑑胡的年号，前后共2年。
李兆洛《纪元编》记为叶宗留年号。而根据诸史书记载，该年号在叶宗留死后为陳鑑胡所建。

## 公元纪年对照表
| 泰定 | 元年   | 二年   |
| ---- | ------ | ------ |
| 公元 | 1448年 | 1449年 |
| 干支 | 戊辰   | 己巳   |

## 同期存在的其他政权年号
- 中國
  - 正统（1436年－1449年）：明朝—明英宗朱祁鎮之年号
  - 东阳（1449年－1450年）：明朝时期—黄萧养之年号
- 越南
  - 大和或太和（1443年－1454年）：后黎朝—黎仁宗黎邦基之年号
- 日本
  - 文安（1444年－1449年）：后花园天皇之年號
  - 宝德（1449年－1452年）：后花园天皇之年號

## 參看
- 中国年号列表